# Lusitanops cingulatus
Lusitanops cingulatus é uma espécie de gastrópode do gênero Lusitanops, pertencente a família Raphitomidae.